# عسر البلع الفموي البلعومي
ينتج عسر البلع الفموي البلعومي من خلل في العضلات أو الأعصاب أو المكونات الواقعة في الفم أو البلعوم أو عاصرة المرئ.

## الأعراض والعلامات
تشمل الأعراض والعلامات صعوبات في البلع مثل صعوبة التحكم في الطعام داخل الفم، وعدم القدرة في التحكم في الطعام أو اللعاب داخل الفم، والصعوبة في بدء عملية البلع، أو الكحة أو الاختناق أو الإصابة المتكررة بذات الرئة أو فقدان الوزن غير المفسر، أو الصوت القرقري بعد البلع، أو القيء الأنفي، أو عسر البلع (يشكو المريض من صعوبة أثناء البلع). تشمل الأعراض الأخرى الروال والرتة وبحة الصوت وذات الرئة الامتصاصي والاكتئاب والقئ الأنفي البلعومي. عند سؤال المرضى عن مكان اختناق الطعام، يشيرون عادة إلى منطقة الرقبة كمكان للاختناق.

### المضاعفات
عند إهمال علاج عسر البلع الفموي البلعومي، قد تنشأ متلازمات بلع مثل ذات الرئة الشفطية أو سوء التغذية أو التجفاف.

## التشخيص
يمكن الشك في الإصابة بعسر البلع الفموي البلعومي إذا أجاب المريض بنعم على أي من الأسئلة التالية: هل تكح أوتختنق عند محاولة البلع؟ هل يعود الطعام ثانية بعد البلع لأعلى عبر أنفك؟
لتشخيص المرض يخضع المريض لبلع الباريوم المعدل (Modified Barium Swallow). يقوم المريض ببلع كميات مختلفة من السوائل والطعام المخلوط بسلفات الباريوم في ملعقة أو كوب، ثم يخضع للتصوير الشعاعي. يمكن حينها تقييم بلع المريض ووصفه. يلجأ بعض الأطباء أحيانا إلى تقديم وصف تفصيلي لكل مرحلة من مراحل البلع، مع ملاحظة أي تأخير أو انحراف عن الطبيعي.